# Dasso
Dasso ist ein Arrondissement im Departement Zou im westafrikanischen Staat Benin. Es ist eine Verwaltungseinheit, die der Gerichtsbarkeit der Kommune Ouinhi untersteht.

## Demografie und Verwaltung
Gemäß der Volkszählung 2013 des beninischen Statistikamtes INSAE hatte das Arrondissement 15.408 Einwohner, davon waren 7420 männlich und 7988 weiblich.
Von den 40 Dörfern und Quartieren der Kommune Ouinhi entfallen elf auf Dasso:
1. Agonkon
2. Bossa Kpota
3. Bossa Togoudo
4. Gbokpago
5. Gnanli
6. Houanvè
7. Oussa
8. Tannou
9. Tozoungo
10. Yaago
11. Zounguè